# Ostrowy Górnicze
Ostrowy Górnicze (bis 1948 Niemce) ist der östlichste Stadtteil von Sosnowiec in der Woiwodschaft Schlesien in Polen.

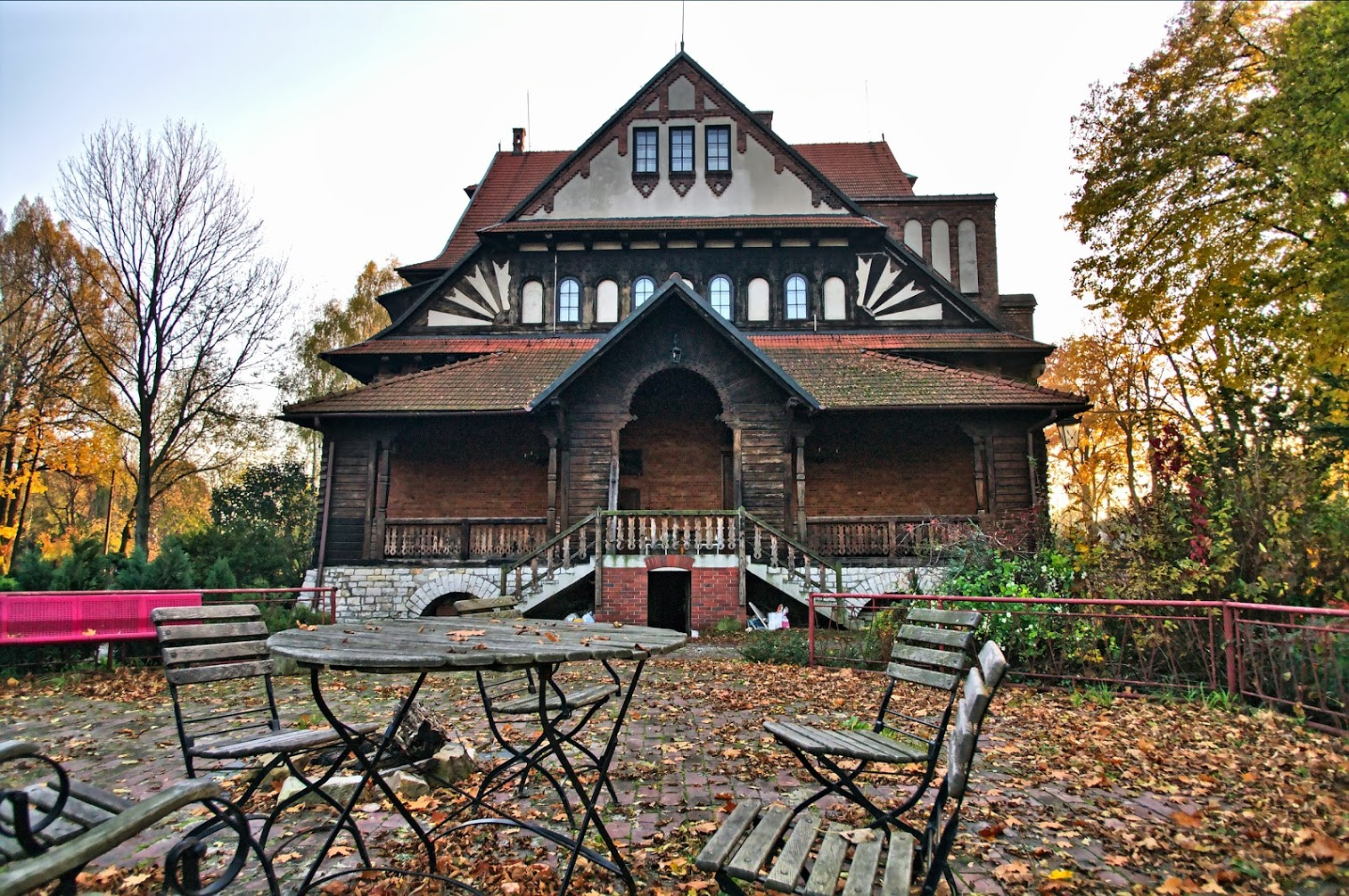
Kulturhaus aus 1905

## Geschichte
Ursprünglich umfasste das Gebiet das Dorf Porąbka, das 1390 von Abraham von Wojków an den Krakauer Bischof Johann III. Radlica verkauft wurde und gehörte danach zu den Gütern der Stadt Sławków. Der Ortsname Ostrowy Górnicze wurde erst 1948 an das im Jahr 1590 erstmals erwähnte Dorf Niemce, dessen Name wörtlich Deutsche (nach den Siedlern) bedeutete, gegeben.
Der Ort zwischen der Schwarzen und Weißen Przemsza gehörte administrativ zum Kreis Proszowice bzw. Kraków in der Woiwodschaft Krakau in der Adelsrepublik Polen-Litauen. Kirchlich gehörte das Dorf der Pfarrei von Gołonóg.
Im Zuge der Dritten polnischen Teilung kam es 1795 an Preußen als Teil von Neuschlesien. 1807 kam es ins Herzogtum Warschau und 1815 ins neu entstandene, russisch beherrschte Kongresspolen. 1814 wurde Steinkohle entdeckt. Die Zeche Feliks bzw. Felix war bis zum Jahr 1925 im Betrieb. Von 1822 bis 1848 wurde die Zinkhütte Joanna in Niemce eröffnet. Das Gebiet wurde Polnischer bzw. Dombrowaer Kohlebecken genannt. 1827 gab es zwei gleichnamige Dörfer Niemce, eine (Arbeiter)siedlung und ein Wirtshaus, insgesamt 24 Häuser mit 398 Einwohnern. Die Siedlung Ostrowy (plural für ostrów, eine Insel im Fluss oder im Feuchtgebiet) entwickelte sich als eine Arbeiterkolonie innerhalb der Grenzen des Dorfs Strzemieszyce Wielkie. Beide Ortschaften gehörten der außergewöhnlichen Landgemeinde Olkusz-Siewierz bis zum Jahr 1949. 1897 sprach im Niemcer Wald Stanisław Wojciechowski an die Arbeiter des Orts. 1913 überschritt im gleichen Wald Josef Stalin die Grenze zu Galizien.
Nach dem Ende des Ersten Weltkriegs kam es zu Polen. Im Jahr 1921 hatte das Dorf Niemce in der Gemeinde Olkusz-Siewierz im Powiat Będziński der Woiwodschaft Kielce 136 Häuser mit 2251 Einwohnern, die Kolonie Feliks hatte dagegen 37 Häuser mit 466 Einwohnern, die Kolonie Ostrowy 82 Häuser mit 1942 Einwohnern, insgesamt 255 Häuser mit 4659 Einwohnern. Es waren überwiegend polnische Römisch-Katholiken, aber es gab auch 191 Juden (darunter 77 jüdischer Nationalität). 1937 wurde Ostrowy als die selbstständige Gromada von Strzemieszyce Wielkie ausgeschlossen.
Beim Überfall auf Polen 1939 wurde das Gebiet von den Deutschen besetzt und dem Landkreis Bendsburg im neuen „Ostoberschlesien“ zugeordnet. Die Umbenennungen von Niemce zu Deutschhütte und von Ostrowy (die Kolonien Ciernice und Czarnemorze wurden angeschlossen) zu Markwerder wurden damals geplant, aber vor Ende des Weltkriegs nicht eingeführt. Während der Volksrepublik Polen wurde 1948 formell die Gemeinde Ostrowy in der Woiwodschaft Katowice an Niemce angeschlossen, deren Name zu Ostrowy Górnicze wurde (das Adjektiv Górnicze ist mit Bergarbeitern verknüpft). Damit umfasste die Gemeinde zwei Orte: Ostrowy und Ostrowy Górnicze. 1950 wurde diese Gemeinde mit Kazimierz, Maczki und Porąbka nach Kazimierz eingemeindet. 1954 wurde Ostrowy Górnicze wieder zu einer Gromada, die 1956 den Status der Siedlung städtischen Typs erhielt. 1967 wurden Kazimierz und Ostrowy Górnicze zur neuen Stadt Kazimierz Górniczy zusammengeschlossen. 1975 wurde sie nach Sosnowiec eingemeindet.